# Зелени Србије
Зелени Србије (скраћено ЗС) је политичка странка у Србији. Основана 14. септембра 2007. године, залаже се за зелену политику, социјалну правду и солидарност, непосредну демократију, зелену економију, одрживост, поштовање различитости и људских права, као и превенцију свих облика насиља. Имала је статус посматрача у Глобалним зеленима и била је кандидат за чланство у Европској зеленој странци.
Почетком 2014. потписала је политичку сарадњу са Новом демократском странком, политичком фракцијом Демократске странке, коју предводи њен бивши вођа и председник државе Борис Тадић. Првобитно се договоривши да оформе политичку сарадњу и заједнички изађу на изборе 2014, НДС се до средине фебруара 2014. колективно придружила Зеленима, који су изабрали нови Статут, програм и Тадића за председника странке, те се званично пререгистровали под именом Нова демократска странка — Зелени. Дана 14. јуна 2014. Нова демократска странка се отцепила и постала самостална политичка странка, па је назив поново промењен у „Зелени Србије”. Од 2016. сарађује са Социјалистичком партијом Србије и Јединственом Србијом.

## Историја
Већ крајем 2012. године, након преласка у опозицију и кад је Драган Ђилас постао председник Демократске странке а Тадић почасни председник почеле су поделе унутар ДС-а. Уочи ванредних избора 2014. Тадић је покушао да поврати власт у странци али без успеха и из тог разлога почетком фебруара заједно са 6 посланика напустио је ДС и отпочео креацију нове партије.
Њен оснивач, први председник и садашњи председник је Иван Карић, бивши идеолошки лидер странке је био бивши председник Републике Србије Борис Тадић, неформално изабран на ванредној изборној Скупштини 2014. године. На ванредним парламентарним изборима у Републици Србији 2014. године учествује у коалицији и осваја једно посланичко место, у Скупштини Србије, посланик Зелених Србије је председник Зелених Србије Иван Карић. У Скупштини Војводине, у марту 2014 године је формиран посланички клуб тадашње нерегистроване Нове демократске странке од четири бивша посланика Демократске странке и једног посланика Демократског савеза Хрвата у Војводини, тиме је Нова демократска странка добила пет посланика у Скупштини Војводине.
У априлу 2014. године бива најављено из руководства тадашње нерегистроване Нове демократске странке и Зелених Србије да су отпочели процес раздвајања, Зелени Србије су вратили своје старо име а тадашња нерегистрована Нова демократска странка је регистрована као нова партија у регистру политичких странака, разлог раздвајања је постигнут циљ и улазак у Скупштину Србије, тадашње нерегистроване Нове демократске странке и регистроване странке Зелених Србије. У јулу 2014. године долази до коначног разилажења тадашње нерегистроване Нове демократске странке и регистроване странке Зелени Србије, том приликом Зелени Србије враћају своје првобитно име странци Зелени Србије. Тадашња нерегистрована Нова демократска странка је ушла 2014. године у Скупштину Србије и Скупштину Војводине, као нерегистрована партија, кроз већ постојећу регистровану странку Зелени Србије која је привремено променила име у Нова демократска странка — Зелени, на такав корак тадашња нерегистрована Нова демократска странка се одлучила јер не би успела да се у кратком временском року од свог неформалног оснивања 29. јануара 2014. године да се региструје као политичка странка и да улази у коалицију са регистрованим странкама, до парламентарних избора 2014. године.
Коалиција око тадашње нерегистроване Нове демократске странке ушла је у Скупштину Србије и освојила осамнаест посланичких места, првенствено захваљујући дугогодишњој парламентарној странци Лиги социјалдемократа Војводине, популарности њеног председника странке Ненада Чанка, и популарности бившег Председника Србије Бориса Тадића јер нерегистрована Нова демократска странка у тренутку парламентарних Избора 2014. године и након избора није имала усвојен нити статут нити програм странке.
Странка је изашла на изборе у коалицији са странком Заједно за Србију Душана Петровића (која је већ 2013. формирана од дисидената ДС-а), Лигом социјалдемократа Војводине, Зеленима Србије, Демократском заједницом војвођанских Мађара, Заједно за Војводину и Демократском левицом Рома. РИК-у је пријављена под редним бројем 11. под именом 
„Борис Тадић — Нова демократска странка — Зелени, ЛСВ — Ненад Чанак, Заједно за Србију, VMDK, Заједно за Војводину, Демократска левица Рома”.

## Резултати на изборима

### Парламентарни избори
| Година | Вођа       | Гласови          | % од важећих     | #                | # мандата | Промена | Коалиција           | Статус           |
| ------ | ---------- | ---------------- | ---------------- | ---------------- | --------- | ------- | ------------------- | ---------------- |
| 2008.  | Иван Карић | није учествовала | није учествовала | није учествовала | 0 / 250   | 0       | —                   | ванпарламентарна |
| 2012.  | Иван Карић | 863.294          | 23,09%           | 2.               | 1 / 250   | 1       | ИЗБЖ                | опозиција        |
| 2014.  | Иван Карић | 204.767          | 5,89%            | 4.               | 1 / 250   | 0       | ЗС—НДС—ЛСВ—ЗЗС—ДЗВМ | опозиција        |
| 2016.  | Иван Карић | 413.770          | 11,28%           | 2.               | 2 / 250   | 1       | ЗС—СПС—ЈС—КП        | владина подршка  |
| 2020.  | Иван Карић | 334.333          | 10,78%           | 2.               | 1 / 250   | 1       | ЗС—СПС—ЈС—КП        | владина подршка  |
| 2022.  | Иван Карић | 435.274          | 11,79%           | 3.               | 1 / 250   | 0       | ЗС—СПС—ЈС           | владина подршка  |
| 2023.  | Иван Карић | 249.916          | 6,73             | 3.               | 1 / 250   | 0       | ЗС—СПС—ЈС           | владина подршка  |

### Председнички избори
| Година | Кандидат         | 1. круг — гласови | 1. круг — гласови | % од важећих | 2. круг — гласови | 2. круг — гласови | % од важећих | Напомене       |
| ------ | ---------------- | ----------------- | ----------------- | ------------ | ----------------- | ----------------- | ------------ | -------------- |
| 2012.  | Борис Тадић      | 1.                | 989.454           | 26,50%       | 2.                | 1.481.952         | 48,84%       | Подршка Тадићу |
| 2017.  | Александар Вучић | 1.                | 2.012.788         | 56,01%       | Н/Д               | —                 | —            | Подршка Вучићу |
| 2022.  | Александар Вучић | 1.                | 2.224.914         | 60,01%       | Н/Д               | —                 | —            | Подршка Вучићу |